# Josu Lopez-Gazpio
Josu Lopez-Gazpio (Tolosa, 6 de octubre de 1987) es un químico, divulgador y profesor universitario vasco, conocido por su labor de divulgación científica.

## Biografía y trayectoria académica
Se licenció en Ciencias Químicas en la Universidad del País Vasco y se doctoró en la misma universidad en el año 2014 con la tesis "Desarrollo y aplicación de métodos basados en la cromatografía electrocinética micelar para la determinación de algunos componentes de cosméticos" (Kosmetikoen osagai hautatuak determinatzeko kromatografia elektrozinetiko mizelarrean oinarritutako metodoen garapena eta aplikazioa).
Ha sido investigador y profesor universitario en la Universidad del País Vasco y en la Universidad Vasca de Verano y actualmente es el director del Departamento de química de la Universidad Vasca de Verano.
Como divulgador participa en distintas revistas y espacios de divulgación, como Elhuyar, Ekaia, Berria, ETB, Radio Euskadi... Por su labor de divulgación en el año 2018 recibió el Premio CAF-Elhuyar en periodismo (divulgativo) y en el año 2019 el Premio CAF-Elhuyar en ciencia y tecnología por uno de sus trabajos sobre la música y la ciencia.